# Dakota Wizards 2006-2007
La stagione 2006-07 dei Dakota Wizards fu la 1ª nella NBA D-League per la franchigia.
I Dakota Wizards arrivarono primi nella Eastern Division con un record di 33-17. Nei play-off vinsero la semifinale con i Sioux Falls Skyforce (1-0), vincendo poi il titolo battendo nella finale i Colorado 14ers (1-0).

## Roster
| N° | Naz.                   | Ruolo | Sportivo                 | Anno | Alt. | Peso |
| -- | ---------------------- | ----- | ------------------------ | ---- | ---- | ---- |
| 0  | Stati Uniti (bandiera) | G     | Rod Benson               | 1984 | 208  | 107  |
| 4  | Stati Uniti (bandiera) | A     | Quemont Greer            | 1981 | 201  | 109  |
| 5  | Stati Uniti (bandiera) | G     | Maurice Baker            | 1979 | 185  | 79   |
| 7  | Stati Uniti (bandiera) | A     | Renaldo Major            | 1982 | 201  | 91   |
| 8  | Giamaica (bandiera)    | G     | Corey Williams           | 1977 | 191  | 86   |
| 12 | Stati Uniti (bandiera) | G     | Dontell Jefferson        | 1983 | 196  | 88   |
| 13 | Stati Uniti (bandiera) | G     | Chris McCray             | 1984 | 196  | 87   |
| 21 | Stati Uniti (bandiera) | A     | Darius Rice              | 1982 | 208  | 101  |
| 42 | Stati Uniti (bandiera) | C     | Kevin Lyde               | 1980 | 208  | 130  |
|    | Stati Uniti (bandiera) | A     | James Maye               | 1981 | 201  | 95   |
|    | Stati Uniti (bandiera) | A     | Jerome Beasley           | 1980 | 208  | 108  |
|    | Stati Uniti (bandiera) | A     | Justin Williams          | 1984 | 208  | 102  |
|    | Stati Uniti (bandiera) | G     | Curtis Stinson           | 1983 | 191  | 98   |
|    | Stati Uniti (bandiera) | G     | Brandon Armstrong        | 1980 | 196  | 85   |
|    | Stati Uniti (bandiera) | A     | Alfred Neale             | 1981 | 198  | 91   |
|    | Stati Uniti (bandiera) | A     | Tremaine Fowlkes         | 1976 | 203  | 100  |
|    | Stati Uniti (bandiera) | C     | Geoff Husted             | 1983 | 211  | 120  |
|    | Stati Uniti (bandiera) | GA    | Awvee Storey             | 1977 | 198  | 101  |
|    | Lituania (bandiera)    | C     | Martynas Andriuškevičius | 1986 | 218  | 109  |
|    | Brasile (bandiera)     | AC    | Morro dos Santos         | 1984 | 211  | 104  |
|    | Stati Uniti (bandiera) | GA    | Jameel Pugh              | 1982 | 196  | 102  |

## Staff tecnico
- Allenatore: Dave Joerger
- Vice-allenatore: Kevin Rice
- Preparatore atletico: Ray Hall